# Keysercytheridae
Keysercytheridae is een familie van kreeftachtigen uit de klasse van de Ostracoda (mosselkreeftjes).

## Geslachten
- Aspidoconcha De Vos, 1953
- Keysercythere Karanovic & Brandão, 2014